# گروو پورت (اوهایو)
گروو پورت (به انگلیسی: Groveport) یک شهر در ایالات متحده آمریکا است که در شهرستان فرانکلین، اوهایو واقع شده‌است. گروو پورت ۲۲٫۷۷ کیلومتر مربع مساحت و ۵٬۳۶۳ نفر جمعیت دارد و ۲۲۶ متر بالاتر از سطح دریا واقع شده‌است.